# Le Temps de la peur

Le Temps de la peur (titre original : In Love and War) est un film américain réalisé par Philip Dunne et sorti en 1958.

## Synopsis
Trois marines doivent embarquer à San Francisco durant la Deuxième Guerre mondiale. Ils ont tous les trois des soucis familiaux, mais décident de tirer parti de la situation.

## Fiche technique
- Titre  : Le Temps de la peur
- Titre original : In Love and War
- Réalisation : Philip Dunne
- Scénario : Edward Anhalt d'après le roman de Anton Myrer The Big War[1]
- Photographie : Leo Tover
- Montage : William Reynolds
- Musique : Hugo Friedhofer
- Pays de production :  États-Unis
- Langue : Anglais
- Lieux de tournage : Monterey, Palo Alto, Oakland, San Francisco, 20th Century Fox Studios
- Durée : 111 minutes
- Dates de sortie : 
  - États-Unis : 31 octobre 1958
  - France : 25 février 1959
- Affiche : Boris Grinsson (France)

## Distribution
- Robert Wagner : Frank "Frankie" O'Neill
- Dana Wynter : Sue Trumbell
- Jeffrey Hunter : Sgt. Nico Kantaylis
- Hope Lange : Andrea Lenaine Kantaylis
- Bradford Dillman : Alan Newcombe
- Sheree North : Lorraine
- France Nuyen : Kalai Ducanne
- Mort Sahl : Danny Krieger
- Steven Gant : Babe Ricarno
- Harvey Stephens : Amory Newcombe
- Paul Comi : Father Wallensack
- Joe Di Reda : Capistron
- Barry Bernard (non crédité) : employé d'hôtel
- Edith Barrett

## Récompenses et distinctions
- Bradford Dillman reçoit pour son rôle un Golden Globe de la révélation masculine de l'année en 1959